# David Carr (filósofo)
David Carr (Parkersburg, West Virginia, 1940) é um filósofo e intelectual acadêmico estadunidense. Especializado em fenomenologia, é professor emérito da Universidade Emory, Atlanta, Estados Unidos.

## Biografia
Carr recebeu seu bacharel e mestrado pela Universidade de Yale, tendo também completado seu doutorado na mesma, no ano de 1966. Em Yale, realizou seus estudos sobre a orientação de Wilfrid Sellars e Richard J. Bernstein. Concomitantemente, estudou na Universidade de Heidelberg, como aluno de graduação, sobre a tutelagem de Karl Löwith, Dieter Henrich e Hans-Georg Gadamer, assim como na Universidade de Paris, guiado por Paul Ricœur.

## Obras
Dentre as publicações do professor Carr estão seis livros - Phenomenology and the Problem of History (1974), Interpreting Husserl (1987), Time, Narrative and History (1991), The Paradox of Subjectivity (1999), Experience and History: Phenomenological Perspectives on the Historical World (2014), e Historical Experience: Essays on the Phenomenology of History (2021). Ademais, ele escreveu artigos, como A Narrativa e o Mundo Real: Um Argumento a Favor da Continuidade (1986) e Entendendo Direito a Estória: Narrativa e Conhecimento Histórico (2001). Também foi editor e co-editor em inúmeras outras publicações, bem como tradutor da principal obra de Husserl, The Crisis of European Sciences and Transcendental Phenomenology (1936). 

## Financiamento
As pesquisas de David Carr recebem suporte financeiro da Fundação Alexander von Humboldt e do Social Sciences and Humanities Research Council of Canada.